# Darwin veszélyes ideája
A Darwin veszélyes ideája (eredeti angol címén: Darwin’s Dangerous Idea) Daniel Dennett ellentmondásos könyve, mely szerint az evolúció a világegyetemet irányító központi erő. Dennett megpróbálja bebizonyítani, hogy a természetes kiválasztódás olyan vak és algoritmikus eljárás, amely eléggé erőteljes ahhoz, hogy megmagyarázza az életet, az emberi tudatot és a társadalmat. Ezen állításaival sok vitát okozott a tudományos közösségen belül.

## Fejezetek
- I. rész: Kezdjük a közepén

1. Mondd, miért?
2. Egy eszme megszületik
3. Az univerzális sav
4. Az élet fája
5. A lehetséges és a lényeges
6. A létezés szálai a tervezési térben

- II. rész: A darwini gondolkodás a biológiában

1. A darwini szivattyú feltöltése
2. A biológia mint mérnöki tudomány
3. A minőség keresése
4. Éljen a Brontosaurus!
5. A viták foglalata

- III: rész: Az elme, az értelem, a matematika és az erkölcs

1. A kultúra darui
2. Eszünket vesztjük Darwinért
3. A jelentés evolúciója
4. A Császár új elméje és más mesék
5. Az erkölcs eredetéről
6. Az erkölcsiség újratervezése
7. Egy eszme jövője

## Központi fogalmak

### Az univerzális sav
„Tudja-e Ön, kedves Olvasó, hogy mi az az univerzális sav? Nos, az a képzeletbeli anyag, amely mindent szétmar, amivel érintkezésbe kerül. Ha beleöntjük egy lombikba, átrágja magát az üvegen, azután az asztallapon, majd a padlón, a ház alapzatán, a talaj felső rétegén, végül pedig módszeresen fölemészti – talán egész Földünket.”

– Daniel C. Dennett

Dennett a darwini elméletet az univerzális savhoz hasonlítja, amely ha egyszer átrágta magát valamint, akkor többé nem lehet visszaállítani az eredeti állapotot.

### „Égi fogantyú” és „földi daru”
Dennett égi fogantyúnak nevezi azt a magyarázattípust, amely valamely jelenség magyarázatát egy (anyagi) világ felett álló létezőre alapozza. Ezzel szemben áll a „földi daru” kifejezés, amely a magyarázatot a véletlen természetes szelekcióra vezeti vissza.

## Fogadtatása
A New York Review of Booksban John Maynard Smith tetszését fejezte ki:

„Ezért öröm nekem, hogy találkozom egy olyan filozófussal, aki érti, hogy mi a darwinizmus, és el is fogadja azt. Dennett jóval túlmegy a biológián. Maró savként látja a darwinizmust, […] Bár szerényen írott, ez nem egy szerény könyv.”

Ugyancsak a New York Review of Booksban Stephen Jay Gould erős kritikával illette a könyvet.

### Magyarországon
- Összegyűjtött recenziók

## Magyarul
- Darwin veszélyes ideája; ford. Kampis György, Kavetzky Péter; Typotex, Bp., 1998 (Test és lélek)

## Fordítás
- Ez a szócikk részben vagy egészben  a   Darwin's Dangerous Idea című angol Wikipédia-szócikk fordításán alapul.  Az eredeti cikk szerkesztőit annak laptörténete sorolja fel. Ez a jelzés csupán a megfogalmazás eredetét és a szerzői jogokat jelzi, nem szolgál a cikkben szereplő információk forrásmegjelöléseként.